# Zebittium
Zebittium is een geslacht van slakken uit de familie van de Cerithiidae. De wetenschappelijke naam van het geslacht is voor het eerst geldig gepubliceerd in 1926 door Finlay.

## Soorten
De volgende soorten zijn bij het geslacht ingedeeld:
- Zebittium editum Powell, 1930
- Zebittium exile (Hutton, 1873)
- Zebittium laevicordatum Powell, 1937
- † Zebittium tenuicordatum Laws, 1940
- † Zebittium vicinum Laws, 1941